# Rascal (computerspil)
Rascal (også kendt som Bubblegun Kid i Japan) er et platform/action spil udviklet af Traveller's Tales med hjælp fra Jim Henson's Creature Shop og Psygnosis, der blev udgivet til den første PlayStation i USA, 31. marts 1998 af Sony Computer Entertainment. Det blev senere distribueret i Japan af Takara og i England af Psygnosis.

## Handling
I spillet, styre spilleren en dreng ved navn Callum Clockwise der er bevæbnet med en legetøjspistol der skyder med bobler, igennem en mission på en søgen i seks lande efter sin far der er fanget af tidsmesteren, Chornon. For hver anden verden, bliver spillerens tre liv nulstillet. Dette gør det for spillere utroligt svært at nå til "checkpoints", da spillet er utrolig udfordrende i følge spillerne.

## Modtagelse og anmeldelser
Spillet blev utroligt dårligt modtaget af anmeldere og "gamere". Den største del af kritikken lød på et dårlig og problematiske kamera system, dårlig styring, hvilket gjorde at spilleren måtte gætte sig til hvor han/hun ville lande efter at have hoppet ned fra et objekt. Mange kritikere sagde: "Enten var Traveller's Tales dovne da de lavede spillet, ellers var det bare ikke det bedste spil de har lavet". 3D spil var populære på det tidspunkt, med spil som Super Mario 64 og Crash Bandicoot i 1996 (hvilket i følge kritikere, er en af de bedste spil det år), og Croc: The Legend of the Gobbos det tidligere år. Rascal blev set som et spil der forsøgte at hoppe med på vognen, men fejlede i at opnå det forventede niveau. Spillet blev dog rost for dets grafik.